# قابلية المقايسة

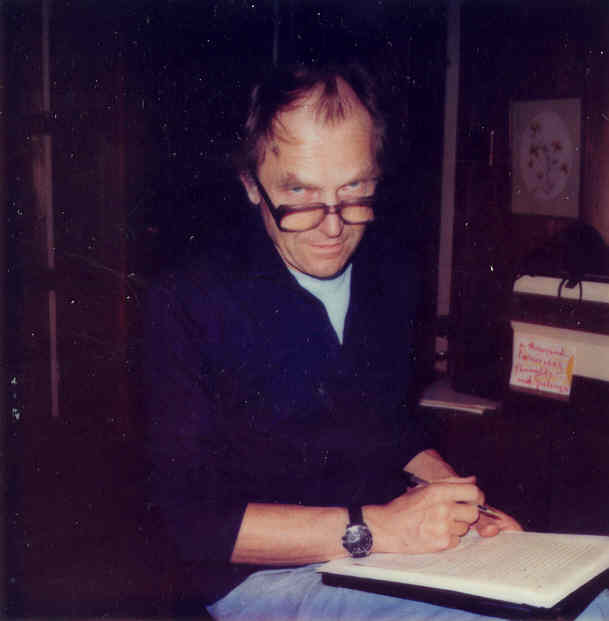

في فلسفة العلوم، قابلية المقايسة  هو مفهوم تكون فيه النظرية العلمية قابلة للمقايسة إذا تمكن العلماء من مناقشتها ومقارنتها مع غيرها باستخدام الاسم المختار لها وذلك من أجل تحديد فيما إذا كانت صحيحة أو مفيدة.
بالمقابل تكون النظرية غير قابلة للمقايسة إذا صيغت بأسلوب متضارب المفاهيم وبلغة لا تتوافق مع المعطيات العلمية فيتعذر على العلماء مقارنتها مع النظريات الأخرى أو عرض قانون تجريبي يفضّل نظرية على الأخرى.
حظي مفهوم قابلية المقايسة بكثير من الاهتمام من عدد من الفلاسفة المعاصرين.

## اقرأ أيضاً
- مقايسة
- فلسفة العلوم
- نظرية علمية